# Camargo (Kentucky)
Camargo es una ciudad ubicada en el condado de Montgomery en el estado estadounidense de Kentucky. En el Censo de 2010 tenía una población de 1081 habitantes y una densidad poblacional de 188,6 personas por km².

## Geografía
Camargo se encuentra ubicada en las coordenadas 37°59′59″N 83°53′19″O / 37.99972, -83.88861. Según la Oficina del Censo de los Estados Unidos, Camargo tiene una superficie total de 5.73 km², de la cual 5.66 km² corresponden a tierra firme y (1.17%) 0.07 km² es agua.

## Demografía
Según el censo de 2010, había 1081 personas residiendo en Camargo. La densidad de población era de 188,6 hab./km². De los 1081 habitantes, Camargo estaba compuesto por el 97.32% blancos, el 0.09% eran afroamericanos, el 0.37% eran amerindios, el 0.09% eran asiáticos, el 0.09% eran isleños del Pacífico, el 0.83% eran de otras razas y el 1.2% pertenecían a dos o más razas. Del total de la población el 2.59% eran hispanos o latinos de cualquier raza.